# Dámaso Pérez Prado

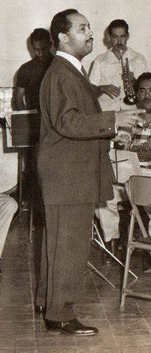
Pérez Prado (1954)

Dámaso Pérez Prado (* 11. Dezember 1916 in Matanzas, Kuba; † 14. September 1989 in Mexiko-Stadt) war ein kubanischer Musiker (Piano, Orgel) und Komponist, der als „König des Mambo“ bekannt wurde.

## Leben
Pérez Prados Mutter war Lehrerin. Er lernte bereits in früher Kindheit, klassische Musik auf dem Klavier zu spielen. Später spielte er Orgel und Klavier in den Klubs der Gegend. In den 1940er Jahren arbeitete er vor allem in Havanna und gehörte zum Orquesta Casino de la Playa; 1946 gründete er eine eigene Band. 1948 zog er nach Mexiko, wo er den größten Teil seiner Karriere verbrachte. Er spezialisierte sich auf Mambo, und mit seinen charakteristischen Riffs eines fünfstimmigen Trompetensatzes und starken Kontrapunkten durch den vierstimmigen Saxophonsatz trug er maßgeblich dazu bei, den Mambo populär zu machen. Ab 1954 arbeitete Prado in den USA. Er starb im Alter von 72 Jahren in seiner Wahlheimat Mexiko-Stadt.

## Werk
Prado wurde als „König des Mambo“ bekannt und komponierte bekannte Stücke wie „Mambo #5“ und „Mambo #8“. Zur Blütezeit des Mambo lag er mit dem von dem Franzosen Louiguy komponierten Stück „Cherry Pink and Apple Blossom White“ zehn Wochen auf dem ersten Platz der Charts in den USA. Erste Plätze belegte er damit außerdem in den Hitparaden von Deutschland, Großbritannien und Australien. Prado hatte diesen Titel zum ersten Mal 1951 für den Film „Underwater“ nachgespielt, in dem Jane Russell zu „Cherry Pink“ tanzt. 1958 landete Pérez Prado mit seiner eigenen Komposition „Patricia“ wieder auf dem ersten Platz der deutschen und der US-amerikanischen Charts; in Großbritannien belegte die Platte einen achten Platz. Dieses Stück wird in der Stripszene in Federico Fellinis Film „La Dolce Vita“ gespielt. Pérez Prado holte Jazzmusiker wie Bud Shank, Bob Cooper, Maynard Ferguson oder Shorty Rogers in seine Bigband. Er trat auch in Spielfilmen in Mexiko, den USA und Europa auf. Das Orchester Pérez Prado wird heute von seinem Sohn weitergeführt.
1999 brachte Lou Bega eine international erfolgreiche Coverversion vom „Mambo #5“ heraus.

## Diskografie

### Alben
| Jahr | Titel         | Höchstplatzierung, Gesamtwochen, AuszeichnungChartplatzierungen (Jahr, Titel, Platzierungen, Wochen, Auszeichnungen, Anmerkungen) | Höchstplatzierung, Gesamtwochen, AuszeichnungChartplatzierungen (Jahr, Titel, Platzierungen, Wochen, Auszeichnungen, Anmerkungen) | Höchstplatzierung, Gesamtwochen, AuszeichnungChartplatzierungen (Jahr, Titel, Platzierungen, Wochen, Auszeichnungen, Anmerkungen) | Anmerkungen                   |
| Jahr | Titel         | DE | UK | US | Anmerkungen                   |
| ---- | ------------- | --- | --- | --- | ----------------------------- |
| 1959 | „Prez“        | — | — | US22 (3 Wo.)US | Erstveröffentlichung: 1957    |
| 1995 | King of Mambo | — | UK93 (1 Wo.)UK | — | Charteintritt in UK erst 1995 |

grau schraffiert: keine Chartdaten aus diesem Jahr verfügbar
Weitere Alben
| - 1950: Plays Mucho Mambo for Dancing (and His Orchestra) - 1951: Mambos (and His Orchestra) - 1955: Mambo Mania (and His Orchestra) - 1955: Voodoo Suite Plus Six All-Time Greats (mit Shorty Rogers) - 1956: Havana, 3 A.M. (and His Orchestra) - 1956: Mambo by the King (and His Orchestra) - 1957: Latin Satin (and His Orchestra) - 1957: Mambo Happy! - 1958: Dilo (Ugh!) (and His Orchestra) - 1958: Mambo en Sax - 1958: Patricia (and His Orchestra) - 1958: Perez Prado and His Famous Latin Orchestra - 1958: Great Mambos and Other Latin American Favorites - 1959: Pops and Prado (and His Orchestra) - 1959: La niña popof – Volumen V - 1960: Big Hits by Prado (and His Orchestra) - 1960: A Touch of Tabasco (mit Rosemary Clooney) - 1961: La Chunga (and His Orchestra) - 1961: Rockambo (and His Orchestra) - 1961: Latin Dance Rhythms (mit Armand Torres) - 1961: Recordando (Beny More con las Orquestas de Pérez Prado, Mariano Merceron, Rafael De Paz) - 1961: Latino! (and His Orchestra) - 1962: Now! Twist Goes Latin (and His Orchestra) - 1962: Exotic Suite of the Americas (and His Orchestra) - 1963: Our Man in Latin America (and His Orchestra) - 1964: Dengue | - 1964: In Mexico (mit Carlos Molina) - 1965: Lights! Action! Prado! (and His Orchestra) - 1965: Cha-Cha Festival (All-Star Orchestra of Pérez Prado und All-Star Orchestra of Pépito Pavon) - 1965: Dance Latino - 1965: Perez Prado in Japan - 1966: Perez Prado e la sua famosa Orchestra (and His Orchestra) - 1967: Concierto para bongo - 1968: Estas si viven (The Living End) - 1969: Dansons le Mambo (and His Orchestra) - 1969: Mélange des Îles Antillaises / Bamba - 1969: El Senor Ritmo Perez Prado - 1970: Dimension (and His Orchestra) - 1970: Mambo (and His Orchestra) - 1970: Perez Prado 70 - 1971: Patricia - 1972: I Love Napoli - 1972: Mas exitos con el rey del Mambo (and His Orchestra) - 1972: Mambo Jambo - 1972: ¡Mambo! - 1973: Perez Prado y su Mambo Cuadrafonico - 1974: ¡Viva Santana! Con Perez Prado ’74 - 1976: Guantanamera (and His Orchestra) - 1981: El rey del Mambo Pérez Prado hoy - 2014: Escandalo - 2014: Don Alfio |

### Singles
| Jahr | Titel Album                           | Höchstplatzierung, Gesamtwochen/‑monate, AuszeichnungChartplatzierungen (Jahr, Titel, Album, Platzierungen, Wochen/Monate, Auszeichnungen, Anmerkungen) | Höchstplatzierung, Gesamtwochen/‑monate, AuszeichnungChartplatzierungen (Jahr, Titel, Album, Platzierungen, Wochen/Monate, Auszeichnungen, Anmerkungen) | Höchstplatzierung, Gesamtwochen/‑monate, AuszeichnungChartplatzierungen (Jahr, Titel, Album, Platzierungen, Wochen/Monate, Auszeichnungen, Anmerkungen) | Anmerkungen                                                      |
| Jahr | Titel Album                           | DE | UK | US | Anmerkungen                                                      |
| ---- | ------------------------------------- | --- | --- | --- | ---------------------------------------------------------------- |
| 1955 | Cherry Pink and Apple Blossom White – | DE2 (10 Mt.)DE | UK1 (17 Wo.)UK | US1 (26 Wo.)US | Pérez „Prez“ Prado and His Orchestra                             |
| 1958 | Patricia –                            | DE1 Gold · (8 Mt.)DE | UK8 (16 Wo.)UK | US1 Gold · (21 Wo.)US |                                                                  |
| 1958 | Guaglione –                           | — | UK2 Gold · (31 Wo.)UK | US53 (9 Wo.)US | Pérez „Prez“ Prado & His Orchestra Charteintritt in UK erst 1994 |
| 1958 | Paris –                               | — | — | US95 (1 Wo.)US | Pérez „Prez“ Prado & His Orchestra                               |
| 1962 | Patricia – Twist –                    | — | — | US65 (5 Wo.)US |                                                                  |